# Ság (Valpó)
Ság (horvátul: Šag) falu Horvátországban, Eszék-Baranya megyében. Közigazgatásilag Valpóhoz tartozik.

## Fekvése
Eszéktől légvonalban 18, közúton 22 km-re északnyugatra, községközpontjától 4 km-re délkeletre, a Szlavóniai-síkság szélén, a Vucsica és a Dráva között fekszik.

## Története
A 13. század első felétől ez a vidék a templomosok birtoka volt. Valószínűleg ők építették a Dráva ebresi átkelőjének őrzésére Ság várát, melyet 1229-ben említenek először. A vár melletti települést 1251-ben „Saagh” alakban Ebres határjárásában említik először. Ugyanebben a formában szerepel 1289-ben, 1296-ban és 1325-ben is. 1251-ben és 1266-ban a Haraszt nembeli Miklós bán fiai Miklós, Salamon és Vajda osztoztak meg rajta. 1256-ban és 1330-ban „Saag” néven szerepel. 1281-től a Haraszt nembeli Sági Benedek és Rendi Tamás voltak a birtokosai. Az 1332 és 1337 között kelt pápai tizedjegyzék „Sach” néven említi az itteni plébániát. Ezután a török hódításig nem találunk adatot a létezéséről. Valószínűleg legkésőbb a török hódításkor a vár és a település is elpusztult.
1696-ban Boszniából katolikus sokácok települtek ide. 1698-ban Ságot Mercsinci falu részeként említik. Mercsinci nagyjából a mai Ság helyén feküdt, határa délen a Karasicáig, nyugaton Valpóig, északon Midlakig, keleten Trnovci faluig ért. Mintegy 100 hold szántója, 5 hold műveletlen földje, 50 hold kaszálója és 200 holdnyi erdeje volt. Lakói katolikusok voltak és földműveléssel foglalkoztak. A faluban egykor falazott templom állt, melynek 1698-ban még látszottak a romjai. Az 1698-as leírás szerint a török uralom idején a valpói Csirinkovics nevű török volt az ura, akinek minden család a terményéből tizeddel és fizetség nélküli robottal tartozott. A birtok két sessioból állt. A falu rendes adóként évi két aranydukáttal adózott a szultánnak.
A török kiűzése után a valpói uradalom részeként kamarai birtok volt, majd 1721. december 31-én III. Károly az uradalommal együtt Hilleprand von Prandau Péter bárónak adományozta. A Prandau család 1885-ig volt a birtokosa. Az 1730-as vizitáció szerint Ságnak egy kápolnája volt, mely az innen harmad óra járásra levő valpói plébániához tartozott. Ekkor 12 ház állt a településen, mindegyikben katolikusok laktak. 1738-ban 40 felnőttet és 15 gyermeket számláltak a faluban, ahol nem volt imahely. 1745-ben 18 házaspár lakott a faluban. 1852-ben felépítették a Szent Bertalan templomot.
Az első katonai felmérés térképén „Szag” néven található. Lipszky János 1808-ban Budán kiadott repertóriumában „Ság” néven szerepel. Nagy Lajos 1829-ben kiadott művében „Ság” néven 42 házzal, 240 katolikus vallású lakossal találjuk.
1857-ben 398, 1910-ben 506 lakosa volt. Verőce vármegye Eszéki járásához tartozott. Az 1910-es népszámlálás adatai szerint lakosságának 91%-a horvát, 2-2%-a német és magyar anyanyelvű volt. A település az első világháború után az új szerb-horvát-szlovén állam, majd később (1929-ben) Jugoszlávia része lett. 1991-ben lakosságának 96%-a horvát nemzetiségű volt. A településnek 2011-ben 429 lakosa volt.

## Lakossága
| Lakosság változása | Lakosság változása | Lakosság változása | Lakosság változása | Lakosság változása | Lakosság változása | Lakosság változása | Lakosság változása | Lakosság változása | Lakosság változása | Lakosság változása | Lakosság változása | Lakosság változása | Lakosság változása | Lakosság változása | Lakosság változása |
| ------------------ | ------------------ | ------------------ | ------------------ | ------------------ | ------------------ | ------------------ | ------------------ | ------------------ | ------------------ | ------------------ | ------------------ | ------------------ | ------------------ | ------------------ | ------------------ |
| 1857               | 1869               | 1880               | 1890               | 1900               | 1910               | 1921               | 1931               | 1948               | 1953               | 1961               | 1971               | 1981               | 1991               | 2001               | 2011               |
| 398                | 397                | 382                | 402                | 461                | 506                | 477                | 511                | 464                | 509                | 582                | 579                | 492                | 450                | 440                | 429                |

## Nevezetességei
Szent Bertalan apostol tiszteletére szentelt római katolikus temploma 1800-ban épült az akkori kegyúr, báró Prandau Gusztáv anyagi támogatásával. A valpói Szeplőtelen fogantatás plébánia filiája. Korábban egy 1752-ben, fából épített, sárral tapasztott templom állt a helyén.

## Oktatás
A faluban a valpói Matija Petar Katančić általános iskola négyosztályos területi iskolája működik.

## Sport
Az NK Tomislav Šag labdarúgóklubot 1975-ben alapították. A csapat a megyei 3. ligában szerepel.

## Egyesületek
- DVD Šag önkéntes tűzoltó egyesület.
- UŠR „Karas” Šag sporthorgász egyesület.
- LD „Prepelica” Šag-Nard vadásztársaság.